# 菫青石
菫青石（きんせいせき、cordierite、コーディエライト）はケイ酸塩鉱物の一種。化学組成は Mg2Al3(AlSi5O18)。結晶系は斜方晶系。同質異像にはインド石がある。
菫青石のマグネシウムが鉄に置換するとセカニナ石となる。

## 産出地
高温低圧型の広域変成岩や接触変成岩、特に泥岩を起源とするホルンフェルスに見られるほか、花崗岩にも含まれることがある。

## 性質・特徴
モース硬度は7。多色性が非常に強く、観察する角度によって色が群青色から淡い枯草色に変わる。このことからダイクロアイト（dichroite）の別名もある。

## 桜石
菫青石の六角柱状結晶が分解すると、その形を残したまま白雲母や緑泥石に変化する（仮晶）。そして岩石が風化すると結晶が分離し、その断面が花びらのように見えることから桜石 (cerasite) とよばれる。
京都府亀岡市薭田野町の「薭田野の菫青石仮晶」は1922年3月8日に国の天然記念物に指定されている。

## アイオライト

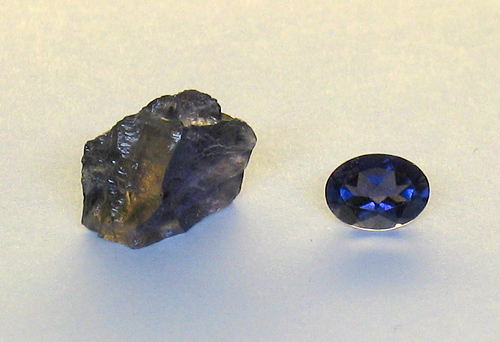
アイオライト

宝石としてはアイオライト（iolite、菫青色）とよばれる。色は名のとおり青みを帯びた菫色で、サファイアに似ていることからウォーターサファイア (water sapphire) ともよばれる。多色性のため、菫色以外の部分は金属で覆われることが多い。
主にスリランカ、ミャンマー、インド、マダガスカルなどで採掘される。インドのものがおそらく一番サイズが大きく、価格も安いと思われる。これは単に産出量が多いからであろう。スリランカのものは薄い青色であったり、無色であったりして、希少石の扱いをうける。ただし価格は大して高くはない。スリランカではかえって、濃い青色のものが希少である。

特殊効果としてはキャッツアイとスターがある。前者はスリランカとインド、後者はインドが有名である。

## サイド・ストーリー
英名のコーディアライト（コーディエライト、cordierite）は、フランスの地質学者ルイ・コルディエ (1777 - 1861) の名に由来している。